# Monotes carrissoanus
Monotes carrissoanus är en tvåhjärtbladig växtart som beskrevs av Bancroft. Monotes carrissoanus ingår i släktet Monotes och familjen Dipterocarpaceae. Inga underarter finns listade i Catalogue of Life.